# Algernon Percy, IV duque de Northumberland
Almirante Algernon Percy, IV duque de Northumberland (15 de diciembre de 1792 - 12 de febrero de 1865), llamado Lord Algernon Percy hasta 1816 y Lord Prudhoe desde entonces hasta 1847. Fue un noble , marine y explorador británico, y un miembro del partido conservador.

## Primeros años
Northumberland  era el segundo hijo del general Hugh Percy, II duque de Northumberland, y su segunda esposa Frances Julia, hija de Peter Burrell. Fue educado en  Eton y St John's College, Cambridge.

## Carrera naval
En 1805, con doce años, Northumberland entró en la Armada Real con doce años, a bordo del HMS Tribune y sirvió durante las guerras napoleónicas. Diez años más tarde, en agosto de 1815, se convirtió en capitán y comandó el HMS Cossack por diez meses, hasta que se rompió. Al año siguiente, con veintitrés años, se le dio la baronía de Prudhoe, en honor a un castillo y una ciudad del condado de Northumberland. Más tarde se convirtió en almirante de la Armada Real. Entre 1826 y 1829, formó parte de una expedición en Egipto, Nubia y el Levante mediterráneo. En 1834, viajó al Cabo de Buena Esperanza con John Herschel para estudiar las constelaciones del sur.
En 1834, Northumberland fue el primer presidente de la recién fundada Institución Nacional para la Preservación de la Vida en Shipwreck, igual que lo sería de su sucesora, la Royal National Lifeboat Institution. En 1851 ofreció £200 por el diseño de un nuevo bote salvavidas autodrizable, dicho premio fue ganado por James Beeching con el que sería el modelo estándar de la flota de la Royal National Lifeboat Institution.

## Carrera política
Northumberland sucedió a su hermano Hugh en el ducado a su muerte en 1847. En 1852, el conde de Derby le nombró espada del Consejo Privado del Reino Unido y Primer Lord del Almirantazgo, con derecho a sentarse en el gabinete, manteniendo este último honor hasta la caída del primer ministro en diciembre de ese mismo año. Al año siguiente, fue condecorado con la Orden de la Jarretera.

## Vida personal
El 25 de agosto de 1842, Northumberland se casó a los cuarenta y nueve años con Lady Eleanor Grosvenor, hija de Richard Grosvenor, II marqués de Westminster, en la Iglesia de San Jorge, Wesminster. Murió en febrero de 1865 en el castillo de Alnwick debido a la gota, tenía setenta y os años; fue enterrado en la cripta de Northumberland, en la Abadía de Westminster. Al no tener hijos, fue sucedido en sus títulos por su primo George Percy, V duque de Northumberland, excepto en la baronía de Percy, que pasó a su sobrino nieto, John Stewart-Murray, VII duque de Atholl. La duquesa viuda falleció el 4 de mayo de 1911.
Era miembro de la Royal Society, la Society of Antiquaries, la Royal Geographical Society y la Real Sociedad Astronómica, también era presidente de la Royal United Services Institute y la Royal Institution, un director de la British Institution y un fideicomisario del British Museum.
Northumberland era buen amigo del explorador del Ártico Sir John Franklin, de hecho Prudhoe Bay, en el norte de Alaska, fue llamado en honor al duque.